# ハル・インダストリ
ハル・インダストリ（英語表記：HAL INDUSTRY）は、日本の消臭・無臭の研究、開発、メンテナンス、コンサルティングを行う会社である。本社は静岡県静岡市駿河区。

## 概要
社名の「HAL」とは、「Human Amenity Life」（訳：人にとっての快適環境づくり）の頭文字を合わせたもの。主として消臭剤の開発・製造・販売、ニオイのリスク調査などを行う。
1983年に株式会社北欧静岡として設立。創業当時は主に静岡県内の水産加工の会社の消臭に取り組み、独自に開発した消臭剤を対象空間に噴霧する方式を開発し、悪臭の問題を解決している。その後、様々な業務分野のニオイ対策に取り組み、消臭剤などの開発、販売をしている。
主な取引先は産業分野のほかパチンコ店舗やホテル業界など。
一般消費者向けには静岡県を中心に、ホームセンター、ドラッグストア、カー用品店で販売されている。

## 沿革
- 1983年(昭和58年) - 静岡県静岡市瀬名に資本金100万円にて株式会社北欧静岡として設立。
- 1984年(昭和59年) - 消臭液剤「クイックカット」が水産工場に採用される。
- 1985年(昭和60年) - 強力消臭剤ゲルタイプの販売開始。
- 1989年(平成元年) - 資本金400万円に増資。小型ULVフルクリーン（噴霧装置）を開発製造。強力消臭キャンディMD103-EXの販売開始。消臭スプレー（森林）の販売開始。
- 1991年(平成3年) - 「株式会社北欧静岡」から「株式会社ハル・インダストリ」に社名変更。
- 1993年(平成5年) - 消臭ムース「清潔物語」の販売開始。
- 1995年(平成7年) - ADS（コンピュータ制御タイプ）の販売開始。業務用森林スプレー420mlの販売開始。
- 1996年(平成8年) - 多機能消臭スプレー「清潔三冠王」の販売開始。フルクリーン消臭シャワーの開発開始。
- 1997年(平成9年) - 資本金1000万円に増資。パチンコ産業フェアに初出展。パチンコ店舗用消臭システム「P-BRINA-NESS」の販売開始。強力消臭ビーズ「BRINA150」の販売開始。吸殻回収ボックス専用消臭液剤の販売開始。
- 1999年(平成11年) - 大手食品工場の排気臭対策としてADS（自動消臭システム）が採用される。
- 2003年(平成15年) - NESSの概念を“Non Empty Service System”からコンサルティングサービスを包括する“Network Engineered Smell-free Scheme”に変更。
- 2004年(平成16年) - 新社屋落成。エアソフィアサービスの販売開始。
- 2007年(平成19年) - エアソフィア・ハイパーサービスの販売開始。
- 2008年(平成20年) - ダクト式空調システム用消臭装置 エアソフィアD01の販売を開始。
- 2009年(平成21年) - 多目的消臭クリーナー エアソフィアMY01の販売開始。
- 2011年(平成23年) - コールセンターによるアウトバウンド型営業展開を開始。
- 2012年(平成24年) - ダクト式空調システム用消臭装置 エアソフィアD02の販売開始。
- 2014年(平成26年) - パチンコ店舗用の島上設置型消臭装置「エアソフィア SD01」の販売開始。
- 2015年(平成27年) - 「わんにゃんドーム2015」にてナゴヤドーム全体のニオイ対策を施工。
- 2016年(平成28年) - 「わんにゃんドーム2016」にてナゴヤドーム全体のニオイ対策を施工。
- 2016年(平成28年) - 公式オンラインショップオープン。
- 2016年(平成28年) - 西脇センター稼動。
- 2019年(令和元年)  - 新静岡セノバ5階、中央エレベーター横に「消臭・殺菌ミストシャワー」を設置。